# Eduardo Mancha
Eduardo Ferreira dos Santos, meglio noto come Eduardo Mancha (Belo Horizonte, 24 novembre 1995), è un calciatore brasiliano, difensore del Ventforet Kofu.

## Caratteristiche tecniche
È un difensore centrale.

## Carriera
Cresciuto nel settore giovanile di Ceará, Jabaquara e Guarani-MG, ha iniziato la sua carriera professionistica a Malta nel Birkirkara, dove ha trascorso la stagione 2018-2019 giocando 26 partite di campionato. L'anno seguente ha firmato con gli iraniani del Machine Sazi ritagliandosi un posto da titolare e segnando la sua prima rete in carriera, nell'incontro perso 6-2 contro il Paykan. Il 1º settembre 2020 ha firmato con il neopromosso Farense, nella massima divisione portoghese.

## Palmarès

### Club

#### Competizioni nazionali
- Coppa dell'Imperatore: 1

Ventforet Kofu: 2022